# Возвращение Нейтана Беккера
«Возвращение Нейтана Беккера» — художественный фильм 1932 года. Один из первых звуковых фильмов СССР. Снимался в двух вариантах, на русском и идише.

## Сюжет
Фильм о строительстве социализма в Белоруссии, о том, как один еврей из штетла уехал в Америку и 28 лет проработал каменщиком. Но случился кризис, он вернулся в местечко в Белоруссии вместе с другом, негром Джимом.

## В ролях

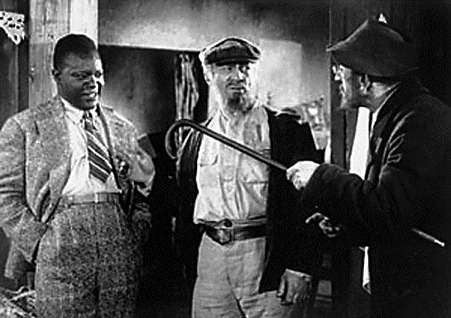
Кадр из фильма

- Борис Бабочкин — Микулич
- Давид Гутман — Нейтан Беккер
- Соломон Михоэлс — Цаль Беккер
- Елена Кашницкая — Майка Беккер
- Кадор Бен-Салим — Джим
- Анна Заржицкая

## Съёмочная группа
- Режиссёры: Рашель Мильман-Кример, Борис Шпис
- Сценарий: Перец Маркиш, Борис Шпис
- Художник:
- Композитор: Евгений Брусиловский